# Superliga czeska w unihokeju mężczyzn
Superliga czeska w unihokeju mężczyzn – najwyższa klasa ligowych rozgrywek unihokeja mężczyzn w Czechach. Triumfator ligi zostaje Mistrzem Czech, natomiast najsłabsza drużyna relegowana jest do I ligi. Rozgrywki organizowane są od sezonu 1993/94 r. przez Czeski Związek Unihokeja (czes.Česká florbalová unie). Najbardziej utytułowanym klubem jest Tatran Omlux Střešovice, który posiada 16 tytułów Mistrza Czech. Od sezonu 2020/21 rozgrywki odbywają się pod nazwą Livesport Superliga.

## Edycje rozgrywek 1994/2023
| Edycje              | Sezon     | mistrz                                        | wicemistrz                                    | III miejsce                                   |
| 1 liga              | 1 liga    | 1 liga                                        | 1 liga                                        | 1 liga                                        |
| ------------------- | --------- | --------------------------------------------- | --------------------------------------------- | --------------------------------------------- |
| I                   | 1993/94   | IBK Forza Tatran                              | Dream Team Ostrava                            | 1. SC Ostrava                                 |
| II                  | 1994/95   | TJ Tatran Střešovice                          | FBC Ostrava                                   | 1. SC Ostrava                                 |
| III                 | 1995/96   | 1. SC Ostrava                                 | Dream Team Ostrava                            | TJ Tatran Střešovice                          |
| IV                  | 1996/97   | 1. SC SSK Vítkovice                           | TJ Tatran Střešovice                          | Mentos Praha                                  |
| V                   | 1997/98   | TJ Tatran Střešovice                          | 1. SC SSK Vítkovice                           | TJ JM Chodov                                  |
| VI                  | 1998/99   | TJ Tatran Střešovice                          | FBC Ostrava                                   | 1. SC SSK Vítkovice                           |
| VII                 | 1999/00   | 1. SC SSK Vítkovice                           | TJ Tatran Střešovice                          | FBC Ostrava                                   |
| VIII                | 2000/01   | TJ Tatran Střešovice                          | Akcent Sparta Praha                           | 1. SC SSK Vítkovice                           |
| IX                  | 2001/02   | TJ Tatran Střešovice                          | Torpedo Havířov                               | FBC Ostrava                                   |
| X                   | 2002/03   | TJ Tatran Střešovice                          | FBC Ostrava                                   | 1. SC SSK Vítkovice                           |
| XI                  | 2003/04   | TJ Tatran Střešovice                          | FBC Ostrava                                   | SSK Future                                    |
| XII                 | 2004/05   | TJ Tatran Střešovice                          | FBC Ostrava                                   | 1. SC SSK Vítkovice                           |
| Fortuna extraliga   |           |                                               |                                               |                                               |
| XIII                | 2005/06   | TJ Tatran Střešovice                          | FBC Ostrava                                   | FBK Sokol Mladá Boleslav                      |
| XIV                 | 2006/07   | TJ Tatran Střešovice                          | Torpedo Havířov                               | FBC Ostrava                                   |
| XV                  | 2007/08   | TJ Tatran Střešovice                          | 1. SC SSK Vítkovice                           | FBK Sokol Mladá Boleslav                      |
| XVI                 | 2008/09   | 1. SC SSK Vítkovice                           | TJ Tatran Střešovice                          | SSK Future                                    |
| XVII                | 2009/10   | TJ Tatran Střešovice                          | 1. SC SSK Vítkovice                           | FBK Sokol Mladá Boleslav                      |
| XVIII               | 2010/11   | Tatran Omlux Střešovice                       | FBC Remedicum Ostrava                         | 1. SC WOOW Vítkovice                          |
| XIX                 | 2011/12   | Tatran Omlux Střešovice                       | 1. SC WOOW Vítkovice                          | TJ JM Chodov                                  |
| AutoCont extraliga  |           |                                               |                                               |                                               |
| XX                  | 2012/13   | 1. SC WOOW Vítkovice                          | TJ JM Pedro Peréz Chodov                      | Tatran Omlux Střešovice                       |
| XXI                 | 2013/14   | 1. SC WOOW Vítkovice                          | Tatran Omlux Střešovice                       | BILLY BOY Mladá Boleslav                      |
| XXII                | 2014/15   | Tatran Omlux Střešovice                       | BILLY BOY Mladá Boleslav                      | 1. SC Vítkovice Oxdog                         |
| Tipsport Superliga  |           |                                               |                                               |                                               |
| XXIII               | 2015/16   | TJ JM Chodov                                  | 1. SC Vítkovice Oxdog                         | BILLY BOY Mladá Boleslav                      |
| XXIV                | 2016/17   | TJ JM Chodov                                  | BILLY BOY Mladá Boleslav                      | Tatran Omlux Střešovice                       |
| XXV                 | 2017/18   | BILLY BOY Mladá Boleslav                      | 1. SC Vítkovice Oxdog                         | TJ JM Chodov                                  |
| XXVI                | 2018/19   | 1. SC Vítkovice Oxdog                         | Technology florbal MB                         | Akcent Sparta Praha                           |
| XXVII               | 2019/2020 | Sezon niedokończony wskutek pandemii COVID-19 | Sezon niedokończony wskutek pandemii COVID-19 | Sezon niedokończony wskutek pandemii COVID-19 |
| Livesport Superliga |           |                                               |                                               |                                               |
| XXVIII              | 2020/21   | Technology florbal MB                         | 1. SC Vítkovice Oxdog                         | TJ JM Chodov                                  |
| XXIX                | 2021/22   | Technology florbal MB                         | Tatran Omlux Střešovice                       | 1. SC Vítkovice Oxdog                         |
| XXX                 | 2022/23   | Tatran Omlux Střešovice                       | 1. SC Vítkovice Oxdog                         | Technology florbal MB                         |

## Bilans klubów 1994/2016
| Pozycja | Nazwa klubu              | mistrz                                                      | wicemistrz                                         | III miejsce                                             |
| ------- | ------------------------ | ----------------------------------------------------------- | -------------------------------------------------- | ------------------------------------------------------- |
| 1.      | Tatran Omlux Střešovice  | 17 (1994–1995, 1998–1999, 2001–2008, 2010–2012, 2015, 2023) | 4 (1997, 2000, 2009, 2014, 2022)                   | 3 (1996, 2013, 2017)                                    |
| 2.      | 1. SC Vítkovice Oxdog    | 6 (1996–1997, 2000, 2009, 2013–2014, 2019)                  | 8 (1998, 2008, 2010, 2012, 2016, 2018, 2021, 2023) | 8 (1994–1995, 1999, 2001, 2003, 2005, 2011, 2015, 2022) |
| 3.      | TJ JM Chodov             | 2 (2016,2017)                                               | 1 (2013)                                           | 3 (1997-1998, 2012)                                     |
| 4.      | FBC Ostrava              |                                                             | 9 (1994–1996, 1999, 2003–2006, 2011)               | 3 (2000, 2002, 2007)                                    |
| 5.      | Torpedo Havířov          |                                                             | 2 (2002, 2007)                                     |                                                         |
| 6.      | BILLY BOY Mladá Boleslav | 3 (2018, 2021, 2022)                                        | 2 (2015, 2017, 2019)                               | 5 (2006, 2008, 2010, 2014, 2016, 2023)                  |
| 7.      | Akcent Sparta Praha      |                                                             | 1 (2001)                                           | 1 (2019)                                                |
| 8.      | SSK Future               |                                                             |                                                    | 2 (2004, 2009)                                          |